# 最终解决方案

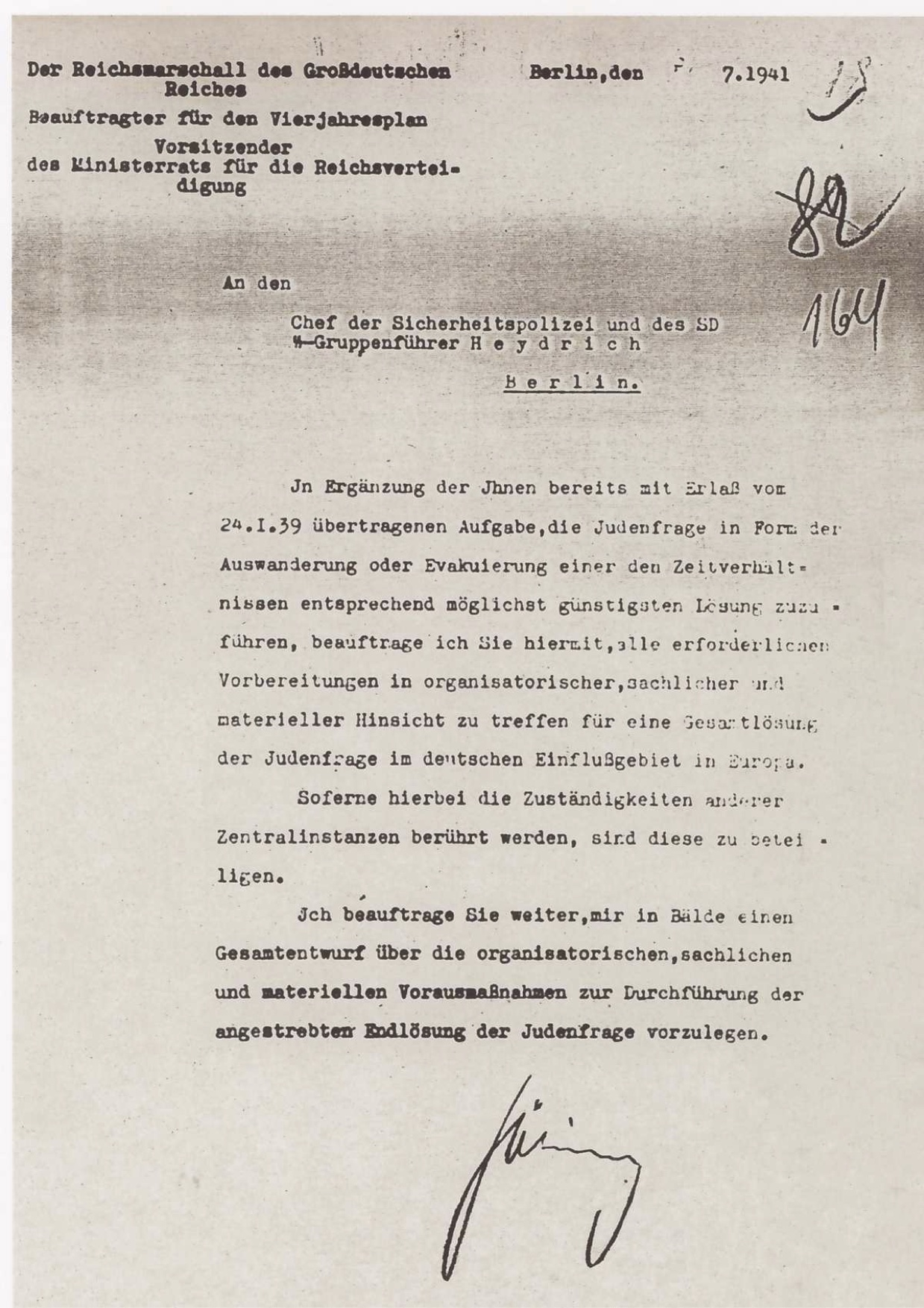
戈林致赖因哈德·海德里希考虑最终解决方案的信件

最终解决方案（德語：die Endlösung）是第二次世界大战期间，纳粹德国针对欧洲犹太人系统化實施种族灭绝的计划，主導了猶太人大屠殺。纳粹德国元首阿道夫·希特勒將其称為“犹太人问题的最终解决方案”（Endlösung der Judenfrage）。
1941年7月由戈林正式提出，初时含义模糊，究竟是要放逐還是進行判決處死還未確定，后因无法实施马达加斯加计划渐趋明确且逐漸激進。1942年1月舉行的萬湖會議确定大规模屠杀犹太人的方针，决定自西向东彻底清洗欧洲犹太人，将其全部送往东方占领区，通过繁重劳役加以消灭，幸存者则处死，使犹太民族彻底灭绝。 在具体实施中，波兰、匈牙利、希腊和南斯拉夫等国的犹太人大部份在毒气室遇害；奥地利、捷克斯洛伐克、荷兰和比利时的犹太人半数遭杀；丹麦和保加利亚的犹太人在当地民众的保护下大部份幸存。根据纳粹德国残存文件统计，欧洲地区约有510万犹太人成为该计划的牺牲品，但实际数字估计可达600万。

## 萬湖會議及相關文件

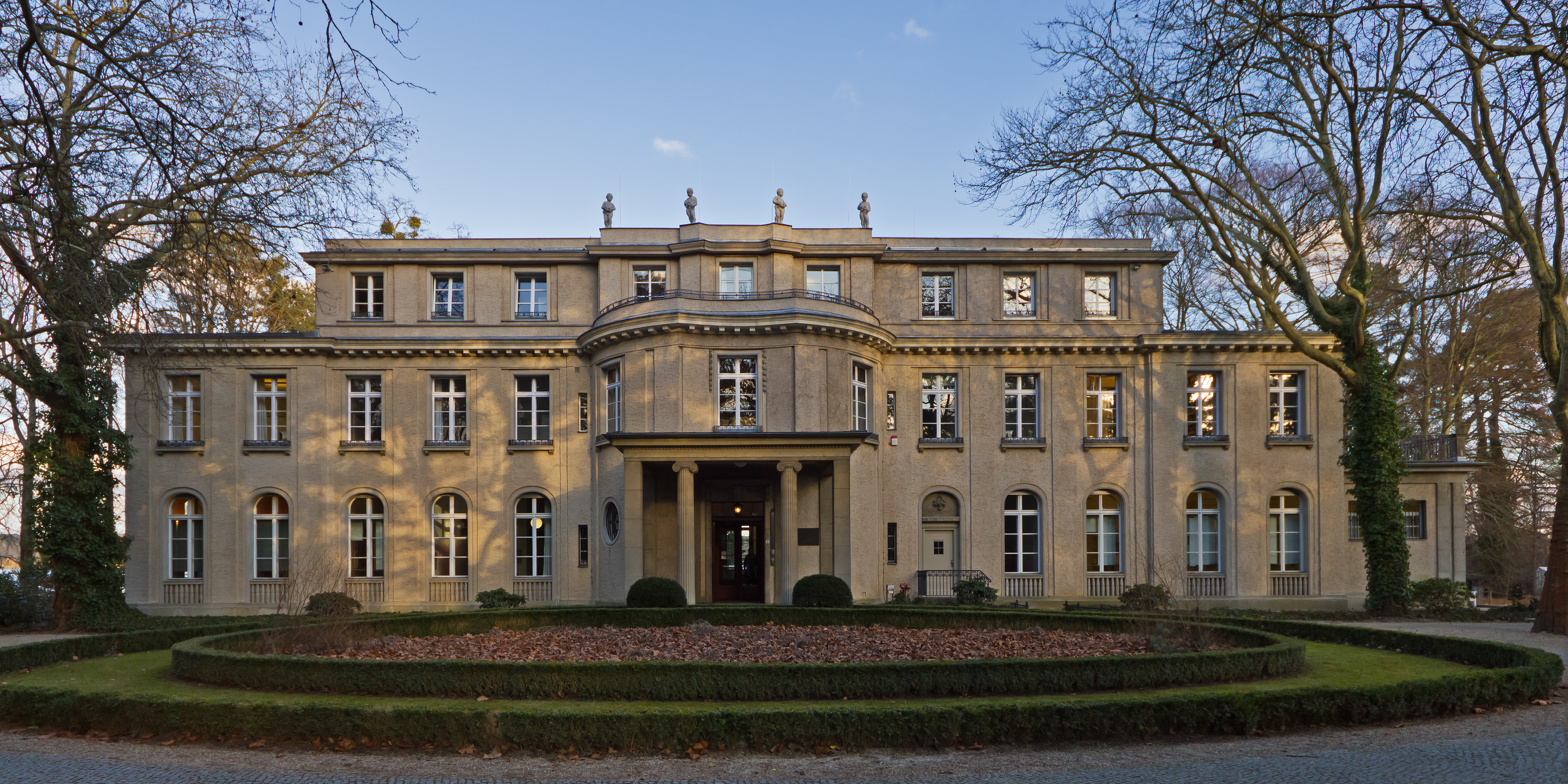
1942年1月20日，萬湖會議上正式確定滅絕歐洲所有猶太人。

1942年1月20日，柏林附近的黨衛軍賓館舉行的萬湖會議上正式確定滅絕歐洲所有猶太人。會議由海德里希主持，納粹黨和納粹黨的15名高級官員出席了會議。德國政府大多數出席者是內政部、外交部和司法部的代表，其中包括東部領土的部長。海德里希在會議上表示，歐洲約1,100萬猶太人將受到「最終解決」條款的約束。這個數字不僅包括居住在軸心國控制的歐洲的猶太人，還包括英國和中立國家（瑞士、愛爾蘭、瑞典、西班牙、葡萄牙和土耳其）的猶太人口。
艾希曼的傳記作者大衛·塞薩拉尼寫道，海德里希召開這次會議的主要目的是維護他對處理猶太問題的各個機構的權威。根據塞薩拉尼的說法，「海德里希確保順利驅逐」到集中營的「最簡單、最果斷的方法是在親衛隊國家安全部權威的領導下，宣稱他對納粹帝國境內和東部猶太人的命運擁有完全的控制權」。1947年3月，盟軍才發現了這次會議的記錄副本；但為時已晚，無法在第一次紐倫堡審判中作為證據，但在隨後的紐倫堡審判中被檢察官特爾福德·泰勒（Telford Taylor）將軍所使用。
第二次世界大戰結束後，倖存的檔案文件清楚地記錄了納粹德國的「最終解決」政策和行動。其中包括《萬湖會議議定書》，其中記錄了德國各國家機構在黨衛軍領導的大屠殺中的合作，以及盟軍繳獲約3,000噸來不及銷毀的德國原始記錄，包括特別行動隊的報告，其中記錄了1941年侵略蘇聯期間，負責謀殺猶太平民的機動殺戮部隊的進展。

## 巴巴羅薩行動
1941年6月22日，納粹入侵蘇聯，代號為巴巴羅薩行動，引發了一場“殲滅戰”，迅速為系統地大規模屠殺歐洲猶太人打開了大門。對希特勒來說，布爾什維克主義只是「猶太威脅的最新和最邪惡的表現」。1941年3月3日，國防軍聯合作戰參謀長阿爾弗雷德·約德爾重申了希特勒的聲明，即“必須消滅猶太布爾什維克知識分子”，即將到來的戰爭將是兩種完全對立的文化之間的對抗。1941年5月，蓋世太保領導人海因里希·穆勒為新法律撰寫了序言，限制軍事法院起訴部隊犯罪行為的管轄權，因為：「這一次部隊將遇到來自平民的特別危險分子，因此有權利及義務確保自己安全。」
希姆萊和海德里希從安全警察、蓋世太保、親衛隊保安處、犯罪警察和武裝黨衛軍中集結了約3,000人的部隊，作為所謂的“安全部隊特別突擊隊”，也稱為別動隊來消滅共產黨人和猶太人。這些部隊得到庫爾特·達呂格領導的奧爾波後備警察21個營的支持，總計11,000人。給秩序警察的明確命令因地點而異，但對於參與蘇聯控制的比亞韋斯托克（波蘭省會）首次大規模屠殺5,500名波蘭猶太人的第309警察營，韋斯少校向他的軍官解釋說，巴巴羅薩是對布爾什維主義的殲滅戰，他的營隊將殘酷地對待所有猶太人，無論年齡或性別。

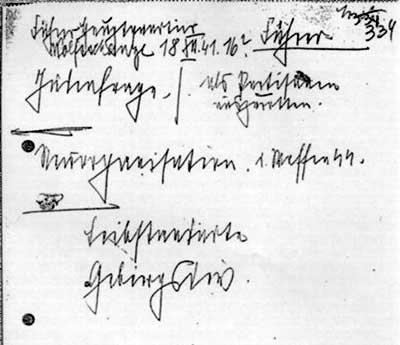
1941年12月18日，希姆萊筆記上記錄：「將他們當作遊擊隊員消滅」。

1941年跨越德蘇分界線後，在大日耳曼帝國被視為特殊的做法在東部變成了一種正常的運作方式。 6月下旬，不僅在比亞韋斯托克，加爾格日代也是，禁止謀殺婦女和兒童的重要禁忌也被打破。到了7月，大量婦女和兒童在所有前線後方被德國人，還有當地的烏克蘭和立陶宛輔助部隊殺害。1941年7月29日，在維列伊卡（波蘭維爾諾省，現為白俄羅斯）召開的黨衛軍軍官會議上，別動隊因執行人數過低而受到訓斥。海德里希本人發布命令，將猶太婦女和兒童納入隨後的所有槍殺行動中。因此，到7月底，所有維萊卡的猶太人，無論男人、女人和兒童，都被謀殺了。8月12日左右，在蘇拉日被槍殺的猶太人中，不少於三分之二是各個年齡層的婦女和兒童。1941年8月下旬，別動隊在卡緬涅茨-波多利斯基大屠殺中殺害了23,600名猶太人。一個月後，9月29日至30日，在基輔附近的巴比亞爾峽谷發生了對蘇聯猶太人最大規模的槍擊事件，有超過33,000名各個年齡層的猶太人遭到機關槍射殺。1941年10月中旬，在弗里德里希·耶克尔恩指揮下，超過10萬人被肆意謀殺。
到1941年12月底萬湖會議召開之前，共有超過439,800名猶太人被殺害，東部的最終解決政策成為黨衛軍內部的共識。別動隊報告整個地區「沒有猶太人」。1941年12月16日，總督漢斯·法郎克在總督府向各地區州長發表講話時說：「猶太人會發生什麼事？你相信他們會被安置在東方專員轄區嗎？我們在柏林被告知：為什麼所有猶太人都被安置在東方專員轄區？」我們也不能讓麻煩在東方或帝國上發生；你們自己消滅他們！」兩天後，希姆萊記錄了他與希特勒討論的結果。 結果是：「將他們當作遊擊隊員消滅」 。以色列歷史學家耶胡達·鮑爾 （Yehuda Bauer）寫道，這句話可能是歷史學家對希特勒對大屠殺期間實施的種族滅絕下的明確命令的最接近的說法。兩年之內，東部地區猶太人死亡總數已上升至618,000至800,000人。
一些學者建議最終解決方案始於新成立的比亞維斯托克區（Bialystok District）。 德國軍隊幾天之內就佔領比亞韋斯托克。1941年6月27日，第309後備警察營抵達該市，數百名猶太男子被鎖猶太教堂內，然後放火焚燒。猶太教堂被燒毀後，查納基猶太社區周圍的房屋和城市公園內發生了瘋狂的謀殺事件一直持續到夜間。第二天，大約30車屍體被運往萬人坑。正如布朗寧所指出的，謀殺是由一名指揮官領導的，“他沒有收到直接命令，正確地預測了元首的願望”。由於未知的原因，韋斯少校的官方報告中的受害者人數被削減了一半。8月5日至7日，新成立的東部總督轄區內對波蘭猶太人的下一次大規模槍殺事件發生在被佔領的平斯克，超過12,000名猶太人被武裝黨衛隊（而非特別行動隊）殺害。一年後，在白俄羅斯輔助警察的幫助下鎮壓了猶太區起義，另有17,000名猶太人喪生。

## 萊因哈德行動

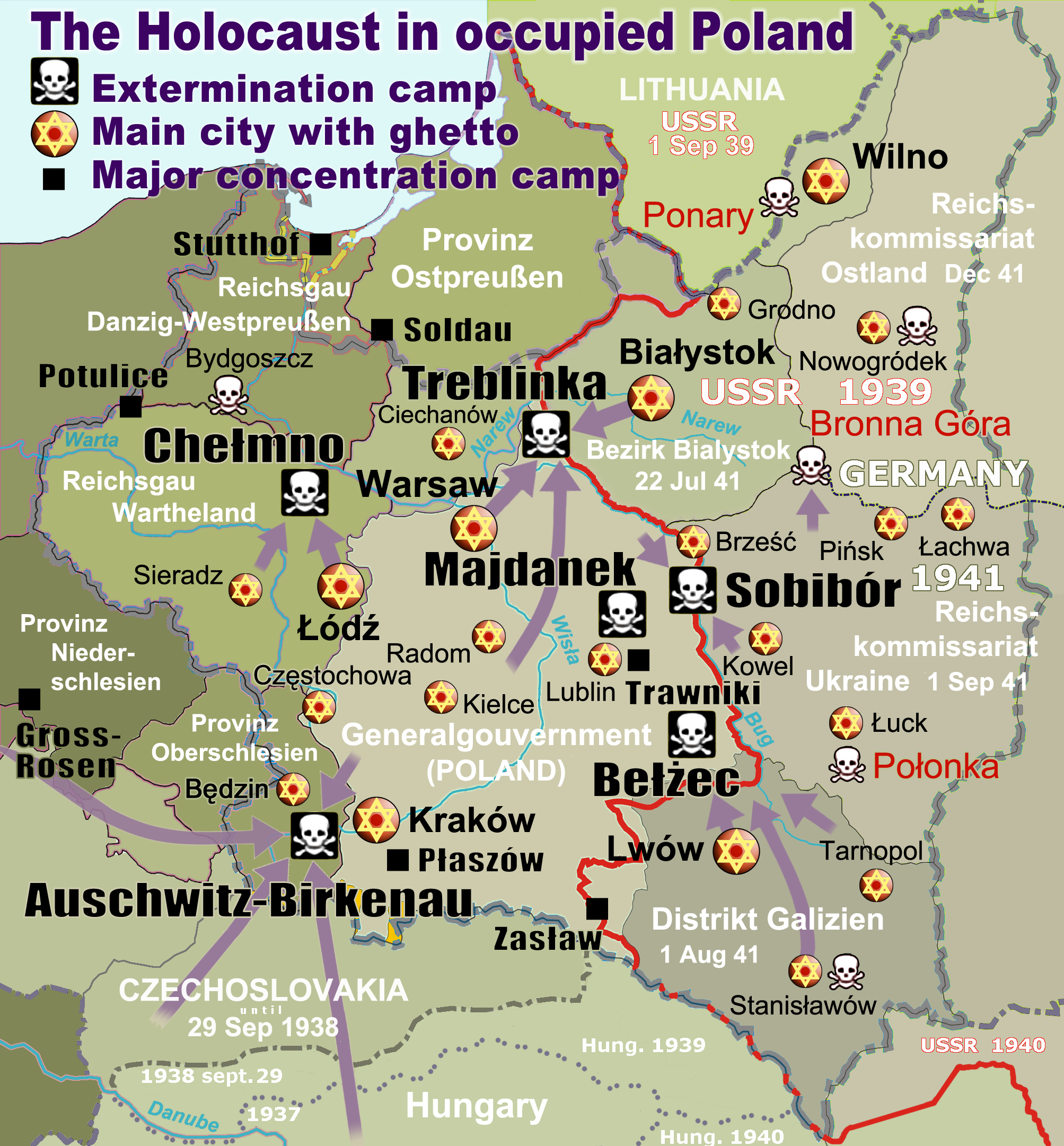
納粹滅絕營以黑白骷髏標示。納粹德國領土：中心，「加利西亞區」：右下。 奧斯威辛死亡集中營（「上西里西亞省」）：左下，納粹-蘇聯線為紅色

當德國國防軍於1941年6月入侵蘇聯時，聯邦政府的管轄範圍擴大了，納入了自1939年以來被蘇聯吞併的地區。1941年12月上旬，海烏姆諾滅絕營開始使用毒氣車（經海德里希批准）對羅茲猶太區猶太人進行屠殺。受害者在黨衛軍專員組織的「東部重新安置」的幌子下被欺騙，該計劃也在海烏姆諾進行了嘗試和測試。兩個月後，當歐洲範圍內的最終解決方案製定出來時，海德里希的親衛隊國家安全部已經證實了利用廢氣進行謀殺的有效性及欺騙的強度。
1941年10月，萬湖會議召開前三個月，位於波蘭貝烏熱茨的第一個屠殺中心開始興建。新設施於隔年3月投入營運。到1942年中期，波蘭境內又建立了兩個滅絕營：索比堡滅絕營於1942年5月投入使用，特雷布林卡滅絕營於7月投入使用。從1942年7月起，特雷布林卡發生了針對波蘭和外國猶太人的大規模屠殺，這是「萊因哈德行動」的一部分，也是「最終解決方案」中最致命的階段。特雷布林卡被殺害的猶太人比奧斯威辛以外的任何其他納粹滅絕營都多。
到1943年萊因哈德行動大規模屠殺結束時，德國佔領的波蘭境內約有200萬猶太人被謀殺。根據德國自己的估計，1942年在盧布林/馬伊達內克、貝烏熱茨、索比堡和特雷布林卡被謀殺的總人數為1,274,166人，這還不包括奧斯威辛-比克瑙集中營和海烏姆諾滅絕營在內。他們的屍體最初被埋在萬人坑中。特雷布林卡和貝烏熱茨都配備了來自附近波蘭建築工地的強大履帶式挖掘機，能夠在不破壞地面的情況下完成大多數挖掘任務。儘管奧斯威辛等其他納粹屠殺中心已經使用了其他滅絕方法，例如齊克隆B，但萊因哈德行動集中營使用了繳獲的坦克發動機產生的致命一氧化碳。
子彈大屠殺在被佔領的波蘭領土上與猶太區同時進行。在1942年7月的兩週內，斯洛尼姆猶太區叛亂在拉脫維亞、立陶宛和烏克蘭安全組織的幫助下被鎮壓，造成8,000-13,000名猶太人喪生。第二大規模槍殺事件發生在1942年10月下旬，當時平斯克猶太區叛亂被鎮壓； 在猶太區關閉之前，超過26,000名男子、婦女和兒童在白俄羅斯輔助警察的幫助下被槍殺。1943年5月之前，鎮壓華沙猶太區起義（二戰期間猶太人規模最大的一次起義）期間，有13,000名猶太人在行動中被殺。許多其他起義被鎮壓，但沒有影響納粹驅逐行動。
最終解決方案的受害者總數中約三分之二在1943年2月之前被謀殺，其中包括阿道夫·艾希曼於1942年6月11日從柏林發起的西方滅絕計劃的主要階段。由德國國家鐵路和其他幾個國家鐵路系統運營的大屠殺列車將猶太俘虜從遠至比利時、保加利亞、法國、希臘、匈牙利、義大利、摩拉維亞、荷蘭、羅馬尼亞、斯洛伐克甚至斯堪的納維亞半島運送出去。從早春開始，納粹黨火化屍體以銷毀留下的任何證據一直持續到整個夏天。海因里希·希姆萊在10月4日向納粹黨領導層發表的波森演講（Posen speeches）以及1943 年10月6日在波蘭波森（波茲南）舉行的一次會議上明確談到了即將完成的殺害所有被驅逐者的秘密計劃。希姆萊解釋了為什麼納粹領導層認為有必要將猶太婦女和兒童與猶太男子同時謀殺，聚集在一起的官員被告知納粹的國家政策是“滅絕猶太人”。
1943年10月19日，即索比堡滅絕營囚犯起義五天後，奧迪洛·格洛博奇尼克（Odilo Globocnik）代表希姆萊終止了萊因哈德行動。殺害近2,700,000名猶太人的集中營很快就被關閉。貝烏熱茨、索比堡和特雷布林卡滅絕營在春天之前被拆除及剷平。行動之後，1943年11月3日發生了整個戰爭期間德國對猶太人最大規模的屠殺；大約43,000名囚犯在馬伊達內克滅絕營附近同時被後備警察101營與來自烏克蘭的特拉夫尼基人槍殺。